# محموص
الأرز المحموس أو المَحمُوص أو عَيشُ المَحمُوص أو عَيشُ الحُسَين هي وجبة سعودية تتكون من الأرز والبصل المُحَمّص، وتنتشر في القطيف وبعض مناطق الأحساء والبحرين، يمتاز المحموص بلونه البُنّي الغامق المائل إلى السواد نتيجة وجود كميات كبيرة من البصل المحمص بالزيت والليمون الأسود الجاف، يُضاف للمحموص الأسماك واللحوم والدجاج والروبيان، إلا أنها كانت تُعد قديماً بدون لحوم أو دجاج فقط بالأرز والبصل المحمّص ويعتقد أن ذلك بسبب كون الناس فقراء قديماً وميسورين الحال ولم يكن باستطاعتهم شراء اللّحوم بينما كان البصل رخيص الثمن ومتوفر إلا أن بعض مؤرخي المنطقة ينفون هذه القصة. ارتبط عيش المحموص بـالعشر الأوائل من محرم بين سكان المنطقة، حيث أنه الوجبة المتداولة في الحسينيات في بعض المناسبات الدينية.

## التسمية
تعود تسمية طبخة المحموص من التحميص والحمص في اللغة العربية يأتي من حمَّص الشَّيءَ: أي شواه أو حَمَّصَ الحِمِّصَ: قَلاهُ، حَمَّسَهُ. وهذه التسمية مرتبطة بقلي البصل وحمسه في قعر القدر مع الزيت دون إحراقه إلى أن يتغير لونه الزهري إلى البني المحروق المسوَّد، حتى إضافة الماء ومن ثم اللحم والأرز عليه بعد ذلك.

## التاريخ

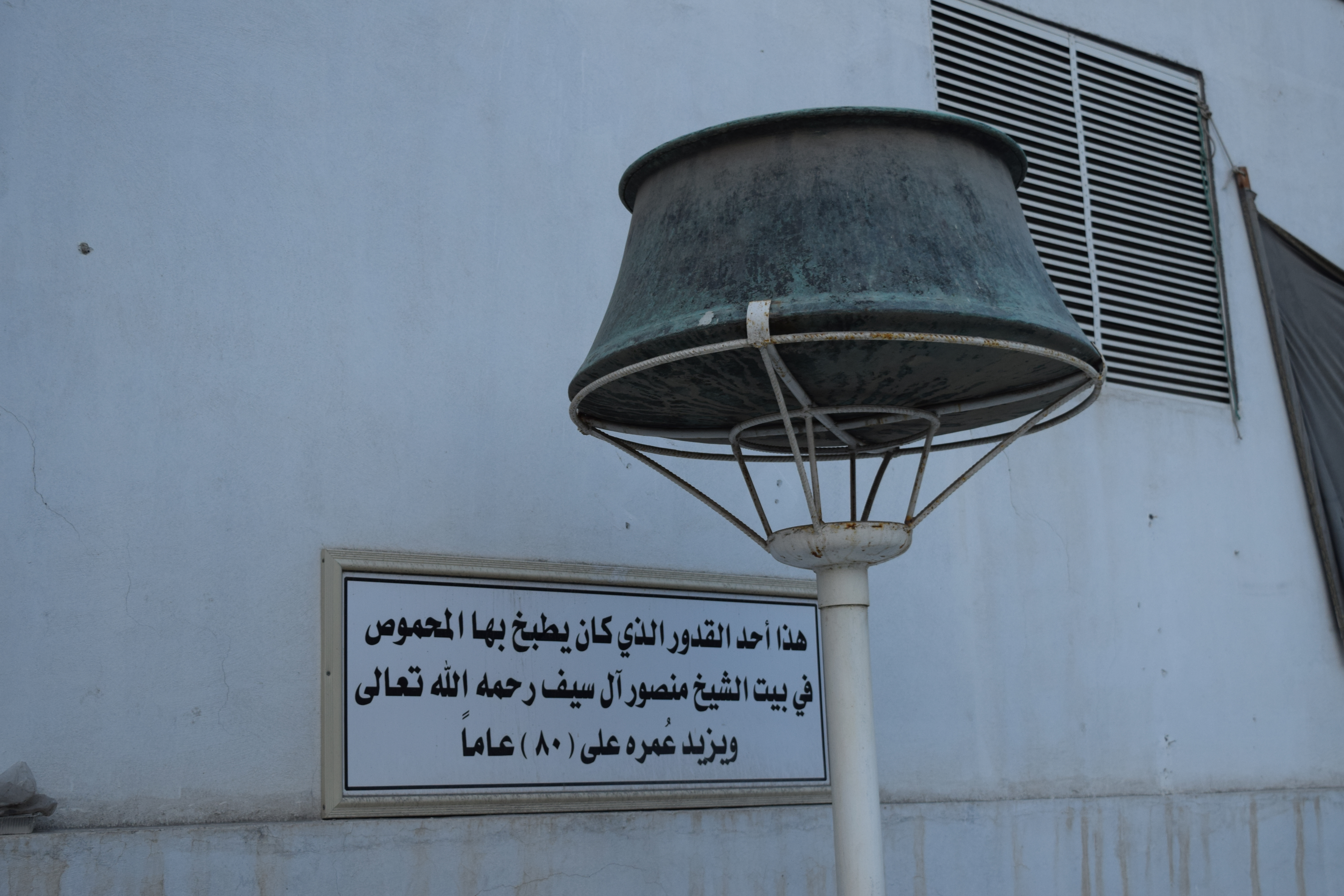
أحد القدور التي كان يُعد فيها عيش المحموص في حسينية الشيخ منصور آل سيف. يعود عمر القدر إلى عشرينات القرن التاسع عشر الميلادي. بينما يعود تاريخ المأتم نفسه وليس الحسينية إلى ما قبل 12 سنة ويقع في الديرة بتاروت وتقع حسينية الشيخ منصور آل سيف الدشة بتاروت. يُعتقد أن وجبة المحموص قد نشأت في حسينية آل سيف.

من غير المعروف تاريخ بدء إعداد العيش المحموص تحديداً ولا المنطقة التي بدأ إعداده فيها بالضبط. يرى بعض المؤرخين (ومنهم علي الدرورة) أن المنطقة التي بدأ إعداد عيش المحموص فيها هي جزيرة تاروت، والبعض ينسبها إلى القطيف؛ فقد كان إنتاج القطيف الزراعي الأول هو الأرز والمقولة الشعبية الشهيرة العيش معيشة وذلك قبل التوسع في زراعة النخيل حيث كانت وفرة المياه العذبة المتدفقة من العيون في الماضي والتي كانت تغمر الأرض بيئة مناسبة جداً لتلك الزراعة التي تحتاج لكميات مياه وفيرة.
يقدر الباحث علي الدرورة نشأة المحموص إلى القرن الرابع الهجري منذ تأسيس الحسينيات. ولكن تشير أقرب الوثائق إلى أن عيش المحموص بدأ ما بين عامي (1876 - 1943م) في حسينية الشيخ منصور آل سيف بتاروت وهو يعتبر أحد أقدم وأشهر المضائف والمآتم وكان طبخه يتعاون فيه الرجال والنساء، حتى انفردت النساء به كما كان يعتمد على تحطيب الخشب قبل وجود الغاز وتوارث الأبناء هذه العادة، فإلى الآن توجد مضائف لا زالت متمسكة بعاداتها القديمة عن طريق إعداد المحموص على تحطيب الخشب والذي غالباً ما يكون سعف النخل.

## النشأة
من غير المؤكد سبب نشأة عيش المحموص أو سبب البدء في طبخه فينفي بعض المؤرخين نشوء طبخة المحموص من انتشار الفقر في المنطقة، ويُرجح أن عيش المحموص ظهر ليجاري ويحاكي الحزن والسواد التي تعم المنطقة في العشر الأوائل من محرم حيث أنه ارتبط بهذه الأيام كما ارتبطت بعض الوجبات بالمناسبات الدينية والاجتماعية في المنطقة، فشكَّل العيش المحموص سمة من سمات عاشوراء القطيف ولم يخرج المحموص خارج إطار هذه المناسبة إلا في نطاق ضيق جداً، ومما يلي تقديرات بعض مؤرخي المنطقة :
1. ارتباطه باللون الأسود لعاشوراء: حيث أن المحموص قد بدأ مرتبطاً بمناسبات المنطقة الدينية والاجتماعية[4]، فشكَّل المحموص سمة من سمات عاشوراء القطيف ولم يخرج خارج إطار هذه المناسبة إلا في نطاق ضيق جداً؛ وهذا ما يدلل على ارتباط المحموص بعاشوراء دون غيرها[4]، فكان المحموص طبخة مبتكرة لمواكبة اللون الأسود المنتشر في أيام العشر الأوائل من محرم.[4]
2. ارتباطه بالفقر: كان الفقر في جزيرة تاروت منتشراً وكان الناس ميسورين الحال، حيث لم يكن لهم موارد رزق تدر عليهم بالمال الوفير فكان الاعتماد على صيد البحر وما شابه، ولم يكن لدى الناس برادات لتبريد الطعام واللحوم، فكان من الصعب عليهم أيام العشرة من محرم طبخ العيش مع اللحم وقد كانوا لا يصطادون من البحر أيام العشرة لانشغالهم بالاستماع في الحسينيات، فكان من الصعب على الأهالي أن يطبخوا الأرز مع اللحم، حيث كان اللحم غالي الثمن وكان القليل منهم من يأكل اللحم باستمرار، وبالمقابل كان البصل رخيص الثمن ومتوفر بكثرة تلك الايام، فخطرت ببالهم فكرة هذه الطبخة الغنية والمشبعة التي تؤكل بدون اللحوم، ولكن ينفي بعض المؤرخين أن تكون للحالة الاقتصادية المتردية التي عاشتها جزيرة تاروت، وبلداتها منذ القدم صلة في انتشار المحموص[4]، ولا توجد أي وثائق حول فترة الفقر التي مرت بها المنطقة[بحاجة لمصدر].
3. ارتباطه بالبحارة: ارتبط المحموص بالبحارة ولأنها طبخة سهلة الإعداد، فقد كانوا يعملونها البحارة كغذاء لهم ولم تكن مختصة بشهر محرم. فكان البحارة يطبخون الرز فقط دون دجاج أو لحم أو سمك والسبب يعود إلى عدم توفر المادة بسبب الضيق المعيشي. حيث كانوا يطبخوه بالبصل لأن البصل متوفر ورخيص ويأخذوه البحارة معهم كوجبة رئيسية.[10]، ولكن أيضاً ينفي بعض المؤرخين أيضاً على أن تكون هذه الوجبة من الأكلات البحرية التي كان يعدها البحارة على متن مراكبهم، فهي تحتاج لكميات كبيرة جداً من البصل المحمص حتى يكتسب الرز الأبيض لونه البني الغامق، وهذا مما لا يتوفر على ظهر المراكب، إضافة إلى كون الطبخة تأخذ الوقت الطويل في الإعداد وتقطيع البصل وتحميصه.[4]
4. استيراد الأرز الهندي: يرجح البعض ومنهم الباحث التاريخي عبد الرسول الغريافي بأن المحموص نشأ بعدما فقد الناس ميزة اللون الأحمر في الأرز الأحمر المزروع محليًا بعد استيراد الأرز الهندي. فكانوا يحمصون البصل ليزيد من شدة احمراره.[7]

## الاعتقادات
يعتقد البعض من الشيعة بأن إعداد المحموص وتوزيعه على الناس في شهر محرم سبب لنيل الحسنات والشفاعة والبركة، فهم يعتبرونه خدمةً للحسين من خلال إطعام الناس.

## العادات الاجتماعية

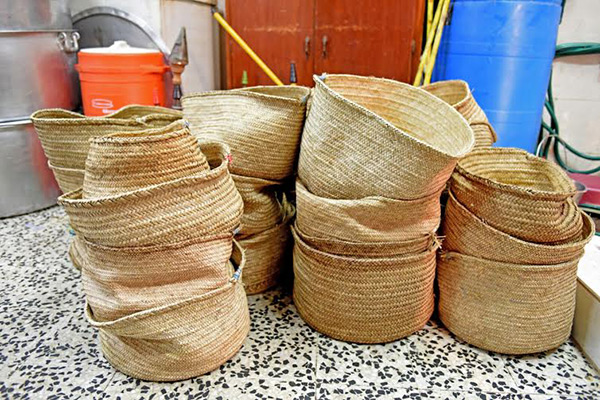
السلال التي كانت تستخدم في إعداد أرز المحموص قديماً، ولا زالت بعض المضائف تُحضر الأرز في هذه السلال حتى الآن.

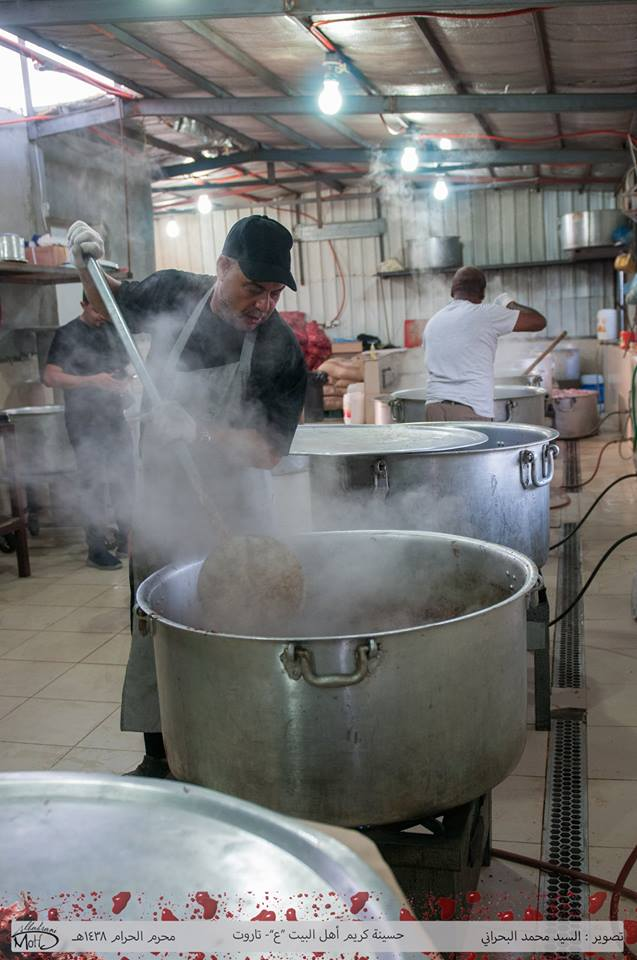
مرحلة خلط وتقليب البصل المحمص مع الأرز والبهارات.

### إعداد المحموص
يتم إعداد عيش المحموص بالطريقة الشعبية بعد تقشير البصل وتنظيف الدجاج، ومن ثم يتم البدء كل ليلة من بعد صلاة المغرب بحمص البصل كي يكون جاهزاً من بعد صلاة الظهر مباشرة. وكان الاستعداد للمحموص كان يبدأ من شهر شوال أي قبل شهرين من محرم، تجتمع فيه نساء أهل الحي لتنقية الأرز والذي يقدر بـ140 كيس. ولا زالت بعض العادات الشعبية القديمة منشرة حالياً فقد كان يعد المحموص قديماً على الحطب أو سعف النخيل ولا زالت بعض المضائف متمسكة بهذه العادة، وكذلك إعداد الأرز كان يوضع في سلال مصنوعة على الطريقة التقليدية من سعف النخيل أو ما يعرف محلياً بالخوص.

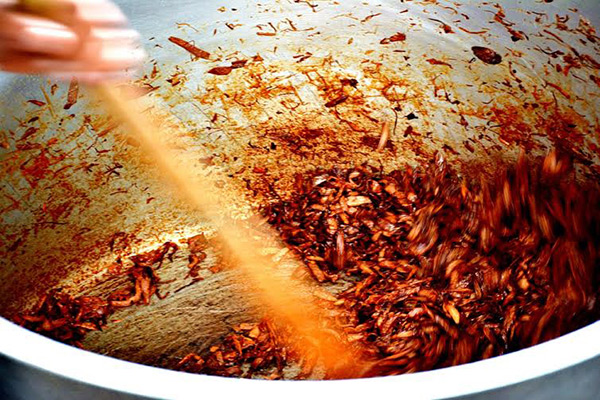
مرحلة تحميص البصل وقليه في قدر عميق، ويظهر في الصورة كميات البصل الكبيرة التي تعطي اللون البني الداكن لأرز المحموص.

### توزيع المحموص
يشترك شباب المنطقة إلى جانب كبار السن المشتهرين بإعداد الأرز في أعمال الطبخ من تقطيع بصل، أو ملء الأرز في أطباق التقديم للزوار بعد إعداده مباشرة، وتوزيعه على البيوت والمارة في الشوارع وخصوصاً الفقراء منهم فلا تكاد تسير في أزقة بلدات محافظة القطيف وقت الظهيرة إلا وتبصر لأمرآة تحمل قدرها ذاهبة به لأحد المأتم لتعبئته، أو لرجلٍ يتجول بصحونه لتوزيعها بل وحتى الفتية والفتيات الصغار تراهم يقومون في توزيعه حيث تعتبر هذه العادة منتشرة بشكل كبير جداً على نطاق واسع من بلدات محافظة القطيف.

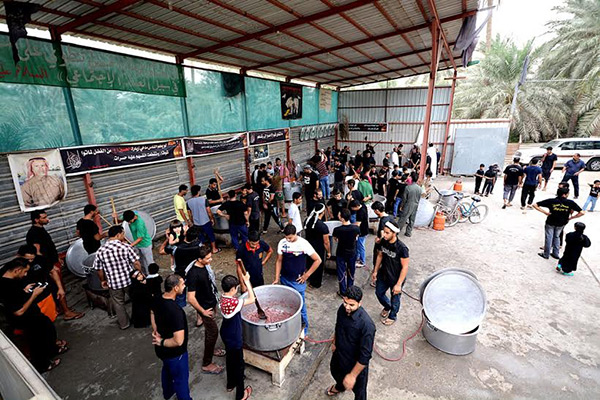
أحد المآتم التي تساهم في إعداد المحموص بالقطيف.

تحول طبخ الأرز بشكل عام مع مرور الزمن من عمل فردي إلى عادة اجتماعية تطوعية يساهم فيها كافة فئات المجتمع، وإرث شعبي تتناقله الأجيال تشكلت منها لجان شبابية تعمل على إعداد وتهيئة مكان الطبخ في بعض الطرقات والساحات القريبة من المساجد والحسينيات بتوفير مستلزمات الطبخ من قدور وأواني وآلات تقشير البصل وتقطيع اللحم والدجاج تحت مسمى المضيف.
وفي المضيف تنوعت الأطعمة وتعددت الخيارات المتاحة للزوار فكان إلى جانب الأرز الفطائر وبعض المشروبات الساخنة من القهوة والشاي وشراب القرفة والحليب، كما تحظى تلك المضيفا المنتشرة في محافظة القطيف في المواسم الدينية والاجتماعية بمساعدة الأهالي التي لم تبخل بتقديم مساعداتها المادية والعينية للجان الشبابية الفاعلة، ويعتبر مأتم الشيخ منصور آل سيف من أقدم وأشهر المضائف في المنطقة والذي يوزع حوالي 800 صحن يومياً خلال أول عشر أيام من محرم على أهل بلدة الديرة بتاروت.

كما يشرف على إعداد أرز المحموص العديد من كبار أهالي المنطقة وأشهرهم، كعلي مدن الغاوي الذي يعد المحموص لأهالي منطقة البحاري بالقطيف منذ ما قبل عام 1980م، ويتهافت الأهالي إلى منزله من الساعة السادسة صباحاً كي يساعدوه هو وزوجته في إعداد الطعام ليتم توزيعه فترة الظهيرة، وقد أعد بمنزله مكاناً للرجال وآخر للنساء والذي يتم العمل فيه على إعداد المحموص بمساعدة 50 امرأة من منطقة البحاري. 

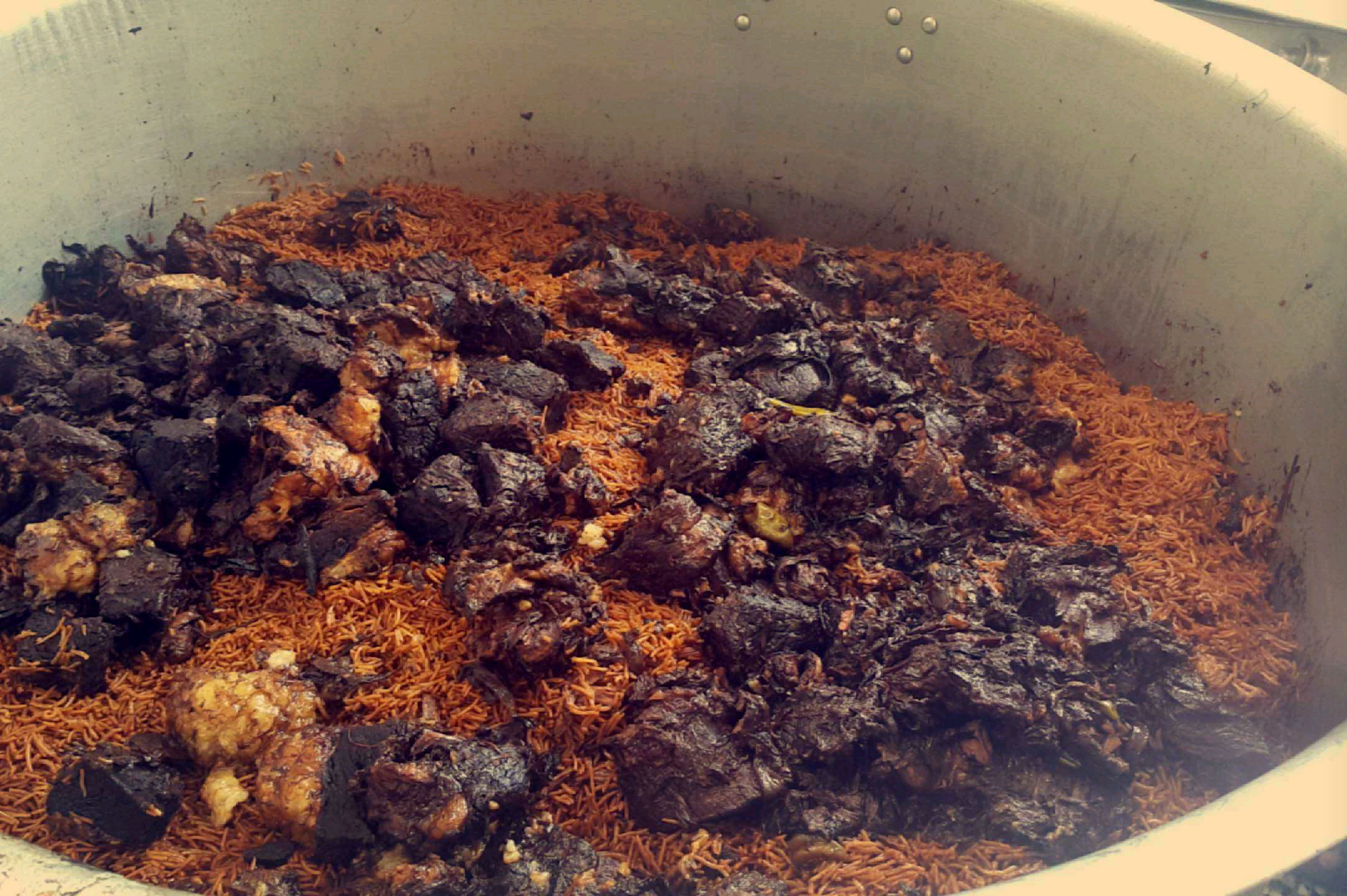
المرحلة الأخيرة من إعداد عيش المحموص المقدم مع اللحم.

### التعايش الوطني
يشارك أهل السنة في الزور ودارين وعنك الشيعة في تاروت والقطيف بمناسباتهم الدينية، وفي بعض الأحيان يرسل أهالي تاروت القدور المملوءة بالمحموص إلى الزور ودارين لبعض العوائل هناك كعادة سنوية، وأهالي دارين كانوا ينتظرونه كل عام.
كما جمعت البحرين منذ القدم بين طائفتي السنة والشيعة وكان يعيش البعض من طائفة السنة ويترعرع ويتربى في وسط شيعي خاصة في مدينتي المنامة والمحرق، فكان من الطبيعي بأن تساهم العائلات السنية الذين عاشوا في محيط المآتم والحسينيات في إعداد ولائم موسم عاشوراء ومشاركة جيرانهم.

## الأمثال الشعبية
من الأمثال الشعبية الشائعة في البحرين والقطيف:
اللي يعزي واللي ما يعزي ياكل من عيش الحسين.

## وصلات خارجية
- «عيش الحسين».. علامة مسجلة في القطيف خلال عاشوراء. (صور فوتوغرافية للمحموص وكيفية إعداده).
- بالصور.. «كشتة القطيف» يوثقون إعداد وجبات المآتم في البحرين.
- القطيف.. عشرات الآلاف يتسابقون للحصول على ”البركة“ في أيام عاشوراء.
- أكثر من 60 عاما.. مأتم يحيي ليالي المحرم بالطبخ على الخشب والسعف.